# Marshmello
Christopher Comstock (født 19. maj 1992), kendt professionelt som Marshmello, er en amerikansk musikproducer og DJ.
Han fik først international anerkendelse ved at remixe sange af Jack Ü og Zedd og samarbejdede senere med andre musikere som Omar LinX, Slushii, Jauz, Migos, Ookay, Khalid, Selena Gomez, Anne-Marie og Logic.